# Casa Venegoni
La Casa Venegoni es un palacio histórico de Milán en Italia situado en el nº 16 de la via Cosimo del Fante.

## Historia
El edificio, proyectado por el arquitecto Giulio Ulisse Arata, fue construido entre el 1914 y el 1924.

## Descripción
El palacio presenta un estilo modernista (conocido como Liberty en Italia) caracterizado por la presencia de elementos neogóticos. El palacio posee también una torre angular que termina con una logia.